# Sinnfindung
Mit Sinnfindung oder Sinngebung werden kognitiv-bewertende Prozesse bezeichnet, mit denen eine Person versucht, einen erlittenen Sinnverlust zu überwinden. Anlass eines Sinnverlusts ist in der Regel ein kritisches Lebensereignis oder ein Schicksalsschlag, der die gegenwärtigen Sinnquellen einer Person stark beeinträchtigt oder ihren Lebensentwurf behindert. Sinnfindung ist eng verknüpft mit den Bemühungen zur Bewältigung des Ereignisses (Coping). Sinnfindung beinhaltet unter anderem Umdeutungen, Vergleichsprozesse, Akzeptieren von unveränderbaren Situationen sowie Modifizieren von Zielen. Sinn meint die Bedeutung (das Woher) eines Ereignisses, das Ziel (das Wohin, vergleiche Teleologie) einer Handlung sowie das Wie einer Aktivität. Menschen im höheren Lebensalter haben das Bedürfnis nach Lebensrückblick, zu dem auch Sinnfindungsprozesse gehören. Es wurden sinnorientierte Interventionen entwickelt, beispielsweise für Patienten mit Krebserkrankung.

## Definition von „Sinn“
„Sinn“ wird Handlungen, Vorhaben und Aktivitäten, Ereignissen, Sachverhalten und Normen zugeschrieben. Sinnzuschreibung ist eine kognitiv-bewertende Funktion, die verbunden ist mit emotionalem Erleben sowie mit Verhalten und Handeln (Tausch 2008). Sinnerleben und Sinnzuschreibung haben einen dreifachen zeitlichen Bezug:
1. Vergangenheit, das Woher oder Warum. Eine Person bewertet und erlebt den „Sinn“ einer Handlung oder eines Ereignisses aufgrund ihrer Informationen und Vorstellungen darüber, was zu diesen geführt hat (Wirkursache).[2][3] Zum Beispiel: Eine Person ist gestürzt, weil sie einer anderen Person helfen wollte, weil sie auf eine defekte Stufe trat oder weil sie eine Stufe nicht bemerkte. Es geht sowohl um die Ursachen- als auch um die Verantwortungs-Attribution. Von ihrer Antwort auf die Woher-Frage hängt häufig ab, wieweit eine Person ein kritisches Ereignis akzeptieren bzw. bewältigen kann.
2. Zukunft, das Wohin oder Wozu. Der Sinn oder Zweck einer Handlung zeigt sich in der Vorstellung des Zustandes, der mit dieser Handlung erreicht werden soll, z. B. bei einer Berufsausbildung in der Vorstellung der entsprechenden Berufstätigkeit. Handlungen, die voraussichtlich zur Erreichung eines positiven Zustandes oder zur Vermeidung eines negativen Zustandes führen, werden als sinnvoll erlebt. Extrinsischen Sinn haben Handlungen, die auf ein positives Ziel hinführen, selbst aber als wenig befriedigend erlebt werden, z. B. Teile der Berufsarbeit (funktionaler Sinnaspekt). Sinn bezieht sich auf die Zielbestimmung und die Wege der Zielerreichung (Zweckursache).[4][5] – Ein eingetretenes Ereignis wird nachträglich von einer Person als sinnvoll bewertet, sie findet dessen Sinn, wenn sie in der Folge einen für sie positiven Zustand erreicht, zu dem sie ohne dieses Ereignis nicht gelangt wäre.
3. Gegenwart, das Wie. Handlungen und Aktivitäten werden unmittelbar als sinnvoll erlebt, wenn ihre Ausführung für die Person einen aus sich positiven emotionalen Zustand darstellt (intrinsischer Sinn); sie erfüllen eine Lebensbedeutung,[6] z. B. Teile der Berufsarbeit, Sportmachen, einer Theateraufführung beiwohnen. Im Weiteren erlebt eine Person eine Handlung als sinnvoll, wenn diese den eigenen Werten entspricht.[7]

Zu unterscheiden sind „kosmischer“ und „irdischer“ Sinn. Kosmischer Sinn beantwortet die Frage nach dem Sinn des Lebens im Allgemeinen, für die es philosophische, ethische und theologisch-religiöse Antworten gibt. Irdischer Sinn oder Lebenssinn bezieht sich demgegenüber auf die Frage: „Welchen Sinn hat mein Leben?“ Das eigene Leben erfüllt einen Zweck, es dient übergreifenden Zielen, denen man sich verschrieben hat.
– Um Ziele und Vorstellungen von einem sinnvollen Leben verwirklichen zu können, benötigt eine Person persönliche, soziale und materielle Ressourcen.

## Sinnerfüllung

### Der „Wille zum Sinn“
Viktor E. Frankl (1977) postulierte bei jedem Menschen den „Willen zum Sinn“ als eine wesentliche und eigenständige Motivation für den individuellen Lebensvollzug. Sinn ist, was eine Person in der jeweils gegebenen Situation unter Anleitung des Gewissens als selbst-transzendierende Aufgabe für sich erstrebenswerte Ziel empfindet. Der Mensch findet Sinn auf drei Wegen der schöpferischen Auseinandersetzung: (a) etwas tun oder schaffen (Arbeitsfähigkeit, schöpferische Werte); (b) etwas erleben, jemanden lieben (Genussfähigkeit, Erlebniswerte); (c) einer „hoffnungslosen Situation“ mit der „rechten Einstellung und Haltung begegnen“ (Leidensfähigkeit, Einstellungswerte). Erst Haltung und Einstellung gestatten einem Menschen, „das Leiden auf der menschlichen Ebene in eine Leistung umzusetzen und umzugestalten“ und davon Zeugnis abzulegen – Frankl hat das psychotherapeutische Verfahren der Logotherapie begründet. Jedes Problem wird aus dem Blickwinkel der Sinnthematik bearbeitet.

### Psychologie des Lebenssinns
Menschen bewerten ihr eigenes Leben als mehr oder weniger sinnvoll (persönlicher Lebenssinn; Schnell 2016). Lebenssinn drückt sich aus in „persönlich relevanten Überzeugungen, bedeutsamen Handlungen und aussergewöhnlichen Erfahrungen“. Die Sinnquellen werden als „Lebensbedeutungen“ konzipiert. „Sinnerfüllung“ ist die grundlegende Erfahrung von Sinnhaftigkeit. „Sinnkrise“ wird definiert als Sinnleere bei gleichzeitiger Sehnsucht nach Sinn. Der „LeBe-Fragebogen“ von Schnell & Becker (2007) erfasst Sinnerfüllung, Sinnkrise und 26 Lebensbedeutungen. Beispielitems für „Sinnerfüllung“: „Ich erlebe mich als Teil von einem grösseren Ganzen.“ „Die verschiedenen Dinge, die ich in meinem Leben tue, ergänzen sich in sinnvoller Weise.“ Beispielitem für „Sinnkrise“: „Ich leide darunter, dass ich keinen Sinn in meinem Leben sehen kann.“ Die „Lebensbedeutungen“ werden in fünf „Sinndimensionen“ zusammengefasst (Schnell 2016):
1. vertikale Selbsttranszendenz: Explizite Religiosität; Spiritualität;
2. horizontale Selbsttranszendenz: Soziales Engagement; Naturverbundenheit; Selbsterkenntnis; Gesundheit; Generativität;
3. Selbstverwirklichung: Herausforderung; Individualismus; Macht; Entwicklung; Leistung; Freiheit; Wissen; Kreativität;
4. Ordnung: Tradition; Bodenständigkeit; Moral; Vernunft;
5. Wir- und Wohlgefühl: Gemeinschaft; Spaß; Liebe; Wellness; Fürsorge; Bewusstes Erleben; Harmonie.

Alle 26 „Lebensbedeutungen“ korrelieren positiv mit „Sinnerfüllung“. Der Einfluss von Sinnerfüllung auf Gesundheitsmerkmale ist vielfach nachgewiesen. „Je mehr Sinnerfüllung ein Mensch erfährt, desto gesünder ist er – sowohl in seelischer wie auch in körperlicher Hinsicht“. Weiterhin korreliert Lebenssinn positiv mit Wohlbefinden und Lebenszufriedenheit sowie negativ mit Merkmalen psychischer Belastung und Psychopathologie (Steger 2012).

### Existenzielles Sinnkonzept
Irvin D. Yalom (2010) behandelt vier „letzte Dinge“, die jeden Menschen angehen: Tod, Freiheit (und Verantwortung), Isolation, Sinnlosigkeit. Für die Sinnfrage ist folgendes „Dilemma“ grundlegend: „Der Mensch scheint Sinn zu brauchen. Ohne Sinn, ohne Ziele, Werte oder Ideale zu leben, scheint sehr viel Kummer hervorzurufen.“ Demgegenüber sieht Yalom die Welt als kontingent – „das heisst alles, was ist, hätte auch anders sein können. […] Wie findet ein Wesen, das Sinn braucht, Sinn in einem Universum, das keinen Sinn hat?“ Ein Mensch erlebt Sinn, wenn er sich in zweckvollen, „in sich befriedigenden Aktivitäten“ engagiert. Yalom beschreibt folgende Sinnquellen: Altruismus, Hingabe an eine Sache, Kreativität, die hedonistische Lösung, Selbstverwirklichung, Selbsttranszendenz sowie selbsttranszendente Aufgaben im Lebenszyklus (Generativität nach Erikson 1966).

### Narrativer Ansatz, Lösungsorientierung
Sinn wird unbewusst oder bewusst konstruiert. Sinn drückt sich aus in Handlungen und Erzählungen. „Sinn entsteht in narrativen Strukturen, welche biographische Ereignisse zu Geschichten verbinden, die – jedenfalls soweit sie positiv enden – als sinnvoll erlebt werden“ (Brandtstädter 2015). Familien mit einem behinderten Kind drücken ihre Sinnfindung in zwei Arten von „Resilienz-Geschichten“ aus: „Geschichten der wiedergefundenen Balance“ und „Geschichten vom langen, mühsamen Weg bergauf“ (Retzlaff 2010). In der lösungsorientierten Beratung und Therapie geht es um die Bewältigung von Problemen im Alltag (de Shazer 1996). Wenn eine Person – spontan oder professionell unterstützt – für ihr Problem eine Lösung erreicht, dann gelangt sie zu ihrer eigenen Sinnfindung. Eine erfolgreiche Lösung gibt sinnvolle Aktivitäten und Ziele frei, die zuvor durch das Problem blockiert gewesen waren (Wohin-Aspekt). – Karl E. Weick beschreibt im Rahmen seiner Organisationstheorie, wie Wahrnehmungen erst durch „Sinnerzeugung“ (Sensemaking) relevant werden für Handlungen und Entscheidungen, sowohl in alltäglichen Situationen wie bei kritischen Ereignissen.

## Sinnverlust, Sinngebungsmodell von C. Park
Einem Sinnverlust geht in der Regel ein kritisches Lebensereignis voraus, z. B. schwere Krankheit, Arbeitslosigkeit, Trennung/ Scheidung. Kritische Ereignisse haben als solche keinen positiven Sinn. Ein Ereignis ist für eine Person sinnzerstörend, wenn durch es eine Ressource verloren geht, wenn Sinnquellen eingeschränkt oder verunmöglicht werden. Mögliche Anlässe von Sinnverlust sind: Nichtverstehen äußerer Vorgänge; Nichtverstehen innerer Vorgänge; unerreichbare Ziele; Verluste von Personen oder Besitz; Enttäuschungen; Summierung von Mangelerfahrungen (Tausch 2008). – Sinnverlust kann auch nach Erreichen eines Ziels eintreten, z. B. wenn die angestrebte Karrierestufe oder die Pensionierung erreicht wurde und Anschlussziele fehlen (Brandtstädter 2007).
Nach dem Stressmodell von Lazarus & Folkman (1984) bewertet eine betroffene Person die Situation nach einem kritischen Ereignis als Herausforderung, Bedrohung oder Verlust/ Schädigung (primary appraisal). Weiterhin schätzt sie ein, welche persönlichen und sozialen Ressourcen ihr zur Verfügung stehen (secondary appraisal), und handelt dann problemorientiert und/oder emotionsorientiert (Coping); anschließend nimmt sie eine Neubewertung (reappraisal) vor. Darauf aufbauend haben Park (2010) sowie Park & Folkman (1997) das Sinngebungsmodell (meaning making model) entwickelt. Unterschieden werden „globale Sinninhalte“ (global meaning) und „situativer Sinn/ Bedeutung“ (situational meaning). Ein kritisches Lebensereignis führt häufig zu einer Diskrepanz von globalem und situativem Sinn, die die betroffene Person als belastend erlebt. Die Person bemüht sich, diese Diskrepanz durch Sinngebungsprozesse (meaning making processes) zu vermindern, vorwiegend auf der situativen, aber auch auf der globalen Ebene. Wenn sie veränderte oder neue Sinn-Inhalte (meanings made) gewinnt, so erreicht sie zusammen mit den Bewältigungsbemühungen eine verbesserte Anpassung.
Globale Sinninhalte stellen Orientierungssysteme einer Person dar; sie enthalten „globale Überzeugungen“ und „globale Ziele“. Erstere beziehen sich auf die Geordnetheit der Welt, z. B. auf Gerechtigkeit, Kontrollierbarkeit, Vorhersehbarkeit, Kohärenz sowie auf ihr Selbstbild. Letztere meinen Vorstellungen von gewünschten Ereignissen und Zuständen, z. B. hinsichtlich Beziehungen, Arbeit und Leistung. Erarbeitete Sinngebungen (meanings made) beziehen sich auf den Woher- und den Wohin-Aspekt und beinhalten u. a.:
- Akzeptierung des Ereignisses;
- Neuattribuierung (Kausalattribution) und kausales Verständnis;
- wahrgenommenes Wachstum oder positive Lebensveränderungen;
- Neubewertung des Stressors;
- veränderte globale Überzeugungen;
- veränderte globale Ziele (Park 2010[27]).

Sinn wird hier nicht-bewertend definiert. Sinngebung kann auch eine ins Negative veränderte globale Überzeugung sein, z. B. wenn eine Enttäuschung nicht akzeptiert werden kann und zu Verbitterung führt.
Nach den empirischen Befunden berichten die meisten Personen, die von schwerwiegenden Stress-Ereignissen betroffen waren, über Anstrengungen zur Sinngebung. Situationsbewertungen, dass man einem direkten Übergriff, Bedrohung oder Verlust ausgesetzt war, bewirken starke Belastung. Sinnbemühungen und Sinngebungsresultate, die Beschuldigungen und negative Bewertungen beinhalten, führen in der Regel zu schlechterer, Bemühungen mit nicht-wertender Betrachtung zu besserer Anpassung (Park 2010).

## Sinnfindung in einzelnen Kontexten
Sinngebung wird beschrieben „als die subjektive Erfahrung positiver Veränderungen, die das Ergebnis der kognitiven und emotionalen Verarbeitung von aversiven Ereignissen darstellt“ (Maercker & Horn 2013). Wesentlicher Teil von Bewältigung und Sinnfindung ist es, die Tatsache der Verluste, die durch ein Lebensereignis entstanden sind, zu akzeptieren. Günstig ist es, wenn vor dem Ereignis verschiedenartige Sinnquellen zur Verfügung standen (Schnell 2016). Nach dem Bestehen eines kritischen Ereignisses hat eine Person Sinn gefunden, wenn sie darüber eine Geschichte mit einem Ausgang erzählen kann, der für sie positive Aspekte hat. Beispiele: Eine Person fällt bei einer Prüfung durch; sie hatte zu wenig gelernt (Woher-Aspekt). Sie entwickelt Interesse für das Fach (intrinsischer Sinn). Nach ausreichender Vorbereitung besteht sie die erneute Prüfung. Als Sinn des Durchfallens (Wozu-Aspekt) findet sie: Sie habe gelernt, dass man Ziele nur erreicht, wenn man sich dafür anstrengt. Eine Person deutet eine schwerwiegende Erkrankung als „von Gott geschickte Prüfung“. Sie nimmt unabwendbares Leiden auf sich. Sie behauptet sich: »Ich habe Krebs, der Krebs hat mich nicht«. Oder sie deutet die Erkrankung als „Warnzeichen“, „Rettungsversuch“ oder „Protestverhalten“ (Manteufel 2005).

### Sinnorientierte Bewältigung nach Trauma
Zunächst geht es um die situative Bedeutung des erlittenen Traumas, später um veränderte oder neue Ziele. Frauen, die in den letzten sechs Monaten Opfer von interpersoneller Gewalt waren, z. T. Gewalt schon in der Kindheit überlebt hatten, geben unter anderem folgende „Erklärungen“ des Gewalt-Geschehens (Lim u. a. 2015): Selbstbeschuldigung (88 % der Befragten); Rechtfertigung des Täters (64 %); kann keine Erklärung finden, Verwirrung, Verdrängung (60 %); Unempfindlichkeit gegenüber Gewalttätigkeit (36 %). Diese situativen Bewertungen drücken keinen positiven Sinn aus; sie zeigen, wie die Opfer sich zu orientieren versuchen (Woher-Aspekt). Mit der Selbstbeschuldigung schreiben die Opfer sich eine gewisse Kontrolle zu (s. a. Filipp & Aymanns 2010). Lediglich einzelne Frauen (8 %) äußern als ihre Aufgabe, besser für ihre Kinder zu sorgen (Wozu-Aspekt).
Durch Zugänglichmachen von Ressourcen und Empowerment-Maßnahmen würden die Frauen auch in der Sinnfindung gefördert. – Patienten mit Posttraumatischer Belastungsstörung (PTBS) erarbeiten in der Narrativen Expositionstherapie eine kohärente Fassung ihrer Lebensgeschichte einschließlich der Trauma-Ereignisse. Sie finden Sinn, d. h. ein Verständnis des Woher und des Wozu ihrer Symptome und Beschwerden. – Bei jungen Erwachsenen, die häufigen Traumatisierungen in ihrer Vorgeschichte ausgesetzt gewesen waren, tragen sowohl „Suche nach Sinn“ (ähnlich "Sinnkrise", s. o.) als auch „gegenwärtiges Sinnerleben“ sehr deutlich bei zu niedriger „Depressivität“ (Woo u. a. 2013). Sinnsuche und Sinnerleben wirken bei ihnen als Schutz vor depressiver Symptomatik.
Ein Teil der Betroffenen berichtet von „posttraumatischem Wachstum“ (auch „posttraumatische Reifung“; Fooken 2013). Dieses und die Wahrnehmung positiver Folgen eines kritischen Ereignisses (benefit finding; Filipp & Aymanns 2010) sind mit Sinnfindung (meanings made) verwandt. Der Fragebogen Posttraumatic Growth Inventory (PTGI; Tedeschi & Calhoun 1996; Maercker & Langner 2001) enthält fünf Dimensionen: (1) Neue Möglichkeiten, (2) Beziehungen zu Anderen, (3) Wertschätzung des Lebens, (4) Persönliche Stärke, (5) Spirituelle Veränderungen. Die Wachstums-Dimensionen können als Ausdruck neuer oder erweiterter Sinnquellen betrachtet werden. Bei Patientinnen, die wegen PTBS psychotherapeutisch behandelt wurden trägt „Sinnerleben“ bei zu „Posttraumatischem Wachstum“, „Lebenszufriedenheit“ und „gesundheitsbezogener Lebensqualität“ sowie zu niedriger „PTBS-Symptomatik“ und niedriger „Depressivität“(Löffler u. a. 2012).

### Krebs-Erkrankung
Bei Krebs-Kranken können „Verlust von Gefühlen der Sinnhaftigkeit, Demoralisierung, Verzweiflung und spirituelles Leiden“ eintreten. Bis zu 44 % der Patienten mit fortgeschrittener Erkrankung erleben „existentielle und spirituelle Belastungen“ (Mehnert u. a. 2011). Viele Patienten bemühen sich um Sinnfindung sowie um „die rechte Einstellung“ gegenüber dem Leiden (Frankl 1977). In einer Vielzahl von Studien weisen Krebs-Patienten mit höherer Ausprägung von „Lebenssinn“ und besonders von „Kohärenzsinn“ geringeres „seelisches Leid“ auf. Lebenssinn wirkt als Stress-Puffer (Metaanalyse Winger u. a. 2016).
Verschiedene psychotherapeutische Interventionen haben das Ziel, Krebs-Patienten in ihrem Empfinden von Lebenssinn zu stärken, spirituelle Belastungen zu vermindern und die Bewältigung der Krankheit zu unterstützen (Mehnert u. a. 2011; Schnell 2016). Die Intervention „Managing Cancer and Living Meaningfully CALM“ (Nissim u. a. 2011; Scheffold u. a. 2015) wendet sich an Patienten mit fortgeschrittener Krebs-Erkrankung und umfasst bis zu sechs psychotherapeutische Einzelsitzungen. Nach Berichten von Teilnehmern bietet bzw. ermöglicht „CALM“: „einen sicheren Ort, um die Erfahrung der fortgeschrittenen Krebserkrankung aufzuarbeiten; die Erlaubnis, über Tod und Sterben zu sprechen; Hilfestellung, die Krankheit zu bewältigen und sich im Gesundheitssystem zurechtzufinden; die Auflösung der Anspannungen in den Beziehungen zu Familien-Angehörigen und Freunden; die Gelegenheit, im Gesundheitssystem als vollständige Person wahrgenommen zu werden“ (Nissim u. a. 2011). Sinnfindung wird hier als Teil der Krankheitsbewältigung gefördert.
Die Würdetherapie (Schramm u. a. 2014) für todkranke Patienten beinhaltet einen Lebensrückblick und betont den Sinn-Aspekt der Generativität sowie das Streben nach „spiritueller Stärkung“. Krebskranke und andere körperlich kranke Patienten zeigen nach der Teilnahme an verschiedenen Formen einer „sinnzentrierten Therapie“ gegenüber den Teilnehmern an Kontrollgruppen deutlich höhere Werte an „positivem Lebenssinn“ und Selbstwirksamkeit sowie ein geringeres Ausmaß an psychopathologischen Symptomen (Metaanalyse Vos u. a. 2015).

### Depression, Burnout
Daniel Hell entwickelte 1992 das Konzept, „dass die Depression eine biologisch verankerte Reaktionsmöglichkeit darstellt, die den Menschen in nicht bewältigbaren Belastungssituationen zu einem Halt zwingt und damit das Risiko eines aussichtslosen Kampfes, einer ziellosen Flucht oder von Desintegration herabsetzt“. „Der Sprung von einem Grundgefühl der »Traurigkeit« zum trauerlosen Geschehen der Depression macht Sinn, wenn davon ausgegangen wird, dass den Betroffenen eine Auflösung der eingegangenen Bindung nicht zumutbar ist“. „Da die depressive Veränderung jedoch sehr schmerzhaft ist, macht es Mühe, das zweckvolle Element zu würdigen“. Depressiv erkrankte Menschen haben in der Regel schwerwiegende Verluste erlitten, die sich auf Bindungen an nahe Bezugspersonen, globale Überzeugungen und Lebensziele beziehen, und sind damit überfordert. Mit der situativen Sinngebung, dass die Depression Schutz vor der momentan nicht bewältigbaren Stresssituation darstellt, kann eine betroffene Person ihre derzeit stark eingeschränkte Leistungsfähigkeit eher akzeptieren.
Burnout ist eine körperliche, emotionale und geistige Erschöpfung aufgrund anhaltender Überlastung oder Fehlbelastung. „Burnout“ ist ein Risikozustand für Erkrankungen, aber keine im Klassifikationssystem ICD-10 anerkannte Krankheits-Diagnose (Burisch 2014). Aus einer „anthropologischen Perspektive“ wird Burnout interpretiert als „Verlust an Lebenssinn, als eine Lebenssinn-Krise“. Betroffen sind eher Personen, deren Sinnquellen ausschließlich in beruflicher Leistung oder Erfolg bestehen. Der Weg zur Überwindung des Burnout führt über „neue Selbstverantwortung, Selbsterweiterung und Lebenserweiterung“ zu neuen Sinninhalten (Brühlmann 2013).

### Sinnerleben von Psychose-Erfahrenen
Im Hamburger Projekt „Subjektiver Sinn von Psychosen“ (SuSi-Projekt; Bock, Klapheck & Ruppelt 2014) wird Sinnsuche „nicht nur als Bemühen um Kausalität (Ursachen) und Finalität (Zweck) verstanden, sondern auch als Prozess der Aneignung von Erfahrung als individueller, unverwechselbarer Besonderheit und des (Wieder-)Herstellens von innerem Zusammenhalt“ (Hervorhebung hinzugefügt). Personen, die schizophrene Psychosen durchgemacht haben, finden als deren „Sinn“ (Wozu-Aspekt): „Sinn ist lebenswichtig. Psychosen sind sinnzerstörend. […] Das Sinnvakuum zu füllen, setzt an bei den bleibenden Lebenschancen, die man anschließend noch vorfindet. […] Sinn ist evident wichtig, um im Anschluss von der Psychose wieder auf die Füsse zu kommen“. Für eine Betroffene ging es bei ihrer Gesundung „nicht mehr darum, dass ich normal werde, sondern dass ich mit meinen mir zur Verfügung stehenden Mitteln die Regie für mein Dasein übernehme, dass ich mich auf etwas Eigenes beziehen kann“ (Hervorhebung hinzugefügt.). Ein Manie-Erfahrener äußert: „Die Manien [waren] möglicherweise die einzige Chance für mich, um überhaupt etwas verändern zu können, wobei ich die Radikalität und manchmal auch (verbale) Brutalität im Nachhinein sehr bereut habe“ (Kolbe 2014).
Bock u. a. (2010; 2014) haben den SuSi-Fragebogen entwickelt mit fünf Skalen: (1) Entstehung der Psychose, Attribution auf Lebensereignisse; (2) Positives Symptomerleben; (3) Negatives Symptomerleben; (4) Positive Auswirkungen der Psychose; (5) Negative Auswirkungen der Psychose. In mehreren Studien bejahen zwei Drittel der über 500 psychoseerfahrenen Befragten Verursachung der Psychose durch Lebensereignisse (Woher-Aspekt) und negatives Symptomerleben, aber auch positive Auswirkungen der Psychose (Wohin-Aspekt); ein gutes Drittel bejaht positives Symptomerleben und negative Auswirkungen der Psychose. Diese Befunde zeigen Resultate von Sinnfindungsprozessen der Psychoseerfahrenen.
Viele psychosekranke Menschen erreichen Recovery, d. h. Gesundung oder Genesung ohne vollständige „Heilung“. Sinnfindung unterstützt Recovery (Bock u. a. 2014; Amering & Schmolke 2007). Ihr Leben „erfolgreich“ zu führen heißt für Menschen mit langjähriger Psychoseerfahrung, ihrer Psychose „einen Sinn zu geben“ und sie als „bereichernd wahrzunehmen“. „Erfolgspfade führen über einen mehr oder weniger grossen Zeitraum zu inneren Veränderungen, »neuer« Hoffnung, einem souveränen Umgang mit Hilfe und einem Selbsterleben als »Akteur seines Lebens«“ (Richterich & Boerma 2009). Ihre Sinnfindung beinhaltet auch eine positive Veränderung ihres Selbstbildes (globaler Sinninhalt).
In Behandlungen nach dem Soteria-Konzept „knüpfen Betroffene oft Beziehungen zwischen verschiedenen Lebensereignissen und ihrem Erleben in der schizophrenen Psychose. Die Symptome bekommen dadurch eine lebensgeschichtliche Bedeutung, einen Sinn, sie werden zu einem Symbol für unverarbeitete Konflikte, nicht eingestandene Bedürfnisse oder für »wunde Punkte« der eigenen Persönlichkeit“ (Hurtz, Nischk u. a. 2014).
Genesene Psychose-Kranke sind hinsichtlich Erkrankung und Krankheitsbewältigung „Experten durch Erfahrung“. Als „Peers“ können sie eine helfende Interaktion mit Psychose-Kranken ausüben (Peer Counseling). Unter dem Titel Experienced Involvement werden Fortbildungen durchgeführt für gesundete Psychose-Erfahrene. Sie finden damit bezahlte Tätigkeiten und entsprechende Sinnstiftung als Genesungsbegleiter in psychiatrischen Einrichtungen oder/und als Dozenten in der Aus-, Fort- und Weiterbildung von Psychiatrie-Fachkräften. Ein Teil von ihnen beginnt eine Ausbildung in einem helfenden Beruf (Utschakowski 2010).

### Trauerfall
Der Tod eines Menschen erscheint oft als sinnlos. Hinterbliebene verleugnen zeitweise den Tod und schützen sich dadurch vor Überwältigung. Trauernde stellen Fragen wie »Wozu diente der Tod?« (Buijssen 1997). Sinnfindung oder Sinngebung ist ein Teil des Trauerprozesses, für den es kulturelle, religiöse und soziale Sinnangebote gibt. Angehörige können den Tod eher akzeptieren, wenn sie von ihrem Familienmitglied vorher Abschied genommen haben (Tausch & Tausch 1985). Die Beziehung zum Verstorbenen wird transformiert, das gemeinsam Erlebte bleibt in der Erinnerung erhalten (Filipp & Aymanns 2010). Ein Witwer war anhaltend in tiefer Trauer und „schwerst deprimiert“. Er fand dann für den Tod seiner Frau und für sein Überleben den Sinn darin, dass er ihr Verwitwung und Alleineleben ersparte. An seinem Verlust änderte sich dadurch nichts, für ihn war es jedoch sinnstiftend, das Leiden an dem Verlust auf sich zu nehmen (Leidensfähigkeit; Frankl 1977). – Wenn auf die Frage »Warum ist mein Kind an Krebs gestorben?« keine Antwort gefunden werden kann, dann bleibt die Sinnfrage ggf. auf Dauer unbeantwortet. „Die eigene Betreuungstätigkeit jedoch und die Begleitung des Sterbenden können dabei durchaus als sinnvoll empfunden werden“ (Tausch 2008).
Hat eine hinterbliebene Person den Verlust betrauert und akzeptiert, dann kann sie Antworten finden auf die Frage: »Welchen Sinn hat das Leben noch für mich?« (Buijssen 1997). Sie ist freigeworden für neue Sinnquellen, für neue Ziele, Aktivitäten, Aufgaben und Bindungen. Sie erreicht einen „neuen Selbst- und Weltbezug“. Es wird ihr bewusst, „dass der Tod des betrauerten Menschen ihr nicht nur sehr viel genommen, sondern auch viel gebracht hatte“ (Kast 2015). Sie kann neue Sinnerfahrungen machen. Eine Witwe: „Wenn mein Mann nicht gestorben wäre, wäre ich heute nicht, wer ich bin“ (Ware 2012).

### Sinnfindung im höheren Lebensalter
Wenn im Alter die Berufstätigkeit abgeschlossen ist, wenn körperliche oder psychische Einschränkungen eingetreten sind, verlieren bisherige Sinnquellen an Relevanz. „Vermehrt treten Erhaltungsziele in den Vordergrund, die auf die Bewahrung des Erreichten, die Bewahrung der Gesundheit, die Vermeidung von Funktionsverlusten gerichtet sind.“ Es werden Sinnquellen relevant wie Spiritualität, Generativität, Fürsorge für nachfolgende Generationen (Brandtstädter 2015). Im höheren Lebensalter haben viele Menschen ein Bedürfnis nach Lebensrückblick, der häufig auch die Frage nach dem „Sinn“ des eigenen Lebens bzw. einzelner Episoden einschließt.

#### Psychische Prozesse der Sinnfindung
(1) Wertschätzen. Man kann Aufmerksamkeit und Erinnerung lenken auf positive und erfreuliche Ereignisse des eigenen Lebens sowie die sinnerfüllten Begebenheiten und Abschnitte wertschätzen: Was hat man geleistet, welche Ziele hat man erreicht; welche kritischen Ereignisse hat man erfolgreich bewältigt, wo wurde einem geholfen (Filipp & Aymanns 2010).
(2) Dankbarkeit mobilisieren. Dankbarkeit bedeutet Beachten und Anerkennen, durch welche Personen man unterstützt, durch welche Umstände man begünstigt sowie in welcher Notlage man wahrgenommen wurde und Hilfe angeboten bekam. Durch Annehmen einer Hilfeleistung konnte man eine schwierige Situation überwinden und sich wieder seinen eigentlichen Zielen zuwenden. Dankbare Personen wirken als Vorbilder für andere; Äußern von Dankbarkeit fördert die Beziehung (Zygar & Angus 2016). Man mobilisiert Dankbarkeit, indem man sich danach fragt und sich an positive, bereichernde Geschehnisse z. B. des abgelaufenen Tages erinnert. Kurze „Dankbarkeits-Interventionen“ wie die Aufforderung, ein Dankbarkeits-Tagebuch zu führen oder einen Dankbarkeitsbrief zu schreiben und zu überbringen, fördern „Dankbarkeit“ (Davis u. a. 2016). Ein Teilnehmer: Das Dankbarkeits-Tagebuch „hilft mir, aus dem Negativen herauszukommen und mich zu erinnern, dass nicht alles verloren ist“ (Wohin-Aspekt; Emmons & Stern 2013).
(3) Verluste akzeptieren, Ziele modifizieren. „Im Alter können aufgrund abnehmender physischer und lebenszeitlicher Reserven zukunftsbezogene Zielsetzungen ausser Reichweite geraten und so als mögliche Quellen von Sinn ausfallen“ (Brandtstädter 2015). Von bisherigen Lebenswünschen oder von „falschen“ Ansprüchen an sich selbst und andere gilt es, sich zu verabschieden (Filipp & Aymanns 2010). Durch Akzeptieren erreicht man Gelassenheit. Gibt man unerreichbare Ziele auf, vermeidet man Frustrationen. Die Anerkennung der „Macht des Faktischen“ (Gross 2013) öffnet Sinnfindung; man kann modifizierte, erreichbare Ziele finden und verfolgen, die sich auf die Gegenwart beziehen: Alltagsbewältigung, Pflegen von Kontakten, Gewohnheiten und Ritualen, Unterstützung für Kinder, Enkel und Angehörige sowie Aktivitäten für das Gemeinwesen (Höpflinger 2002).
(4) Umdeuten und Neubewerten. Die Umdeutung (Reframing; Watzlawik u. a. 2009) eines kritischen Ereignisses kann zu einer veränderten Sinnfindung führen. Die Person kann eine „galaktische Perspektive“ einnehmen (Yalom 2010), das Ereignis als „Ausnahme“ ansehen; sie kann mit Humor reagieren. Sie kann die Bewertung einer eigenen Handlung aus damaliger Sicht kontrastieren mit ihrer heutigen Sicht. Wenn eine Person ein kritisches Ereignis bewältigt und einen positiven Zustand erreicht hat, schreibt sie dem Ereignis einen neuen Sinn zu, z. B. wenn sie nach Arbeitsplatzverlust eine besser passende Stelle fand. – Betroffene einer schweren Krankheit oder eines Unglücks stellen oft die Frage: »Warum gerade ich?« (Filipp & Aymanns 2010). Der Schriftsteller Hermann Kinder (2014) nimmt in Bezug auf seine eigene langwierige Erkrankung eine Umdeutung vor: „Warum gerade ich, ist eine falsch gestellte Frage; richtiger: Warum ich denn nicht? Wer stirbt, ist nicht gescheitert“. – Die Weisheitstherapie bei der Verbitterungsstörung strebt Neubewertungen an, z. B. hinsichtlich der Absicht einer Person, von der man ein Unrecht erlitten hat (Schippan u. a. 2004).
(5) Vergleichendes und hypothetisches Denken. Zur Bewertung und Sinnfindung eines Ereignisses und seiner Folgen ziehen Menschen vielfältige Vergleiche heran. Bei Aufwärtsvergleichen bezieht man sich auf Personen, denen es besser geht als einem selber, bei Abwärtsvergleichen auf solche, denen es schlechter geht: »Andere hat es noch viel schlimmer getroffen«. Bei einem zeitlichen Abwärtsvergleich stellt eine Person fest, dass es ihr gegenwärtig besser geht als in der Zeit nach dem kritischen Ereignis. Durch Abwärtsvergleiche erscheint die eigene Situation positiver und sinnvoller; sie werden gegenüber Aufwärtsvergleichen vorgezogen (Filipp & Aymanns 2010). – Sog. kontrafaktisches Denken stellt der Realität ein „hypothetisches Universum“ gegenüber und erleichtert die Konstruktion von Bedeutung und Sinn. Junge Erwachsene wurden aufgefordert, über einen Wendepunkt in ihrem Leben kontrafaktisch zu reflektieren: Sie sollten das Wendepunkt-Ereignis „mental vom eigenen Leben subtrahieren“ und beschreiben, wie ihr Leben heute wäre, wenn das Ereignis niemals stattgefunden hätte. Das kontrafaktische Reflektieren führte zur Einschätzung von höherer „Bedeutsamkeit“ und „Sinnhaftigkeit“ des tatsächlichen eigenen Lebens (Kray u. a. 2010).
(6) Unerledigtes bearbeiten, Vergeben. Im Lebensrückblick erkennt man ungelöste Konflikte, erlittene Kränkungen sowie Streitigkeiten in Partnerschaft oder Familie, die noch nicht überwunden sind. Häufig liegen solchen Problemsituationen divergierende Bedeutungs- oder Sinnzuschreibungen zugrunde. Man kann versuchen, mit den beteiligten Personen darüber in ein Gespräch zu kommen und die Verschiedenheit der Bewertungen gegenseitig anzuerkennen (agree to disagree). Bei eigenem schuldhaften Verhalten kann man um Vergebung bitten und Wiedergutmachung anstreben. Wenn man in der Opferposition war, kann man der Person in Täterposition vergeben. Wer ein erlittenes Unrecht vergibt, handelt ähnlich einem Gläubiger, der einem zahlungsunfähigen Schuldner die Schuld erlässt (Müller-Lissner 2011). Durch Vergebung kann ein Konflikt überwunden werden. Vergebung ermöglicht Versöhnung und damit die Wiederaufnahme der Beziehung. Beides ist sinnstiftend, indem man frei wird zur Erreichung lohnender Ziele.
(7) Sinnquellen im Angesicht des Todes. Mit Würde zu leben, gerade bei Einschränkungen, trägt zum Sinn im Leben bei (Frankl 1977). Es geht darum, Würde zu bewahren und Vorbild zu sein. „Der Sterbende [kann] seinen Angehörigen entscheidend helfen, sich mit seinem Tod abzufinden […], wenn er seinen eigenen Schmerz so weit überwindet, dass er seiner Familie das Beispiel gelassener Haltung vermittelt, an das sie sich erinnern und das ihr zu ähnlicher Würde verhelfen kann“ (Kübler-Ross 2001). Das Sterben fällt einem Kranken leichter, wenn er sein Leben als erfüllt und sinnvoll ansieht und es so akzeptiert, wie es verlaufen ist. Ein Sterbender sagt zu seinen Angehörigen: „Ich habe gelebt. Meine Aufgabe ist erfüllt“ (Tausch & Tausch 1984). „Die Sterbenden müssen wissen, dass alles gesagt ist. Das bringt ihnen Frieden“ (Ware 2012). Die Würdetherapie (Schramm u. a. 2014) fördert das Gespräch von todkranken Menschen mit ihren Angehörigen: Eine 72-jährige krebskranke Frau: Die Würdetherapie „brachte in den Vordergrund, dass ich meine Familie mit meinen besten Kräften vorbereiten muss“ (Chochinov u. a. 2011). Eine Angehörige: In der Würdetherapie „Gefühle und die Vergangenheit mitzuteilen, ist ein wertvolles und wichtiges Mittel zu zeigen, dass das Leben Sinn hat“ (McClement u. a. 2007).